# Patrick Beillevaire
Pour l’article homonyme, voir Beillevaire.
Patrick Beillevaire est directeur de recherche au CNRS et ancien directeur du Centre de recherches sur le Japon de l'École des hautes études en sciences sociales. Ses travaux concernent l'histoire et la culture du département d'Okinawa, la société japonaise et les relations entre le Japon et l'Europe à la fin de l'époque d'Edo et au début de l'ère Meiji.

## Ouvrages
- « Au seuil du Japon : le mémoire du Père Gaubil sur les Ryûkyû et ses lecteurs », L’Ethnographie, LXXXVI (2), no 108, 1990: 15-53  (ISSN 0336-1438)
- Le Japon en langue française: ouvrages et articles publiés de 1850 à 1945, Ed. Kimé, 1993  (ISBN 2-908212-53-6)
- Un missionnaire aux îles Ryûkyû et au Japon à la veille de la restauration de Meiji : Louis Furet 1816-1900 (Études et documents), Louis Furet et Patrick Beillevaire, 1999  (ISBN 2914402279)
- Le voyage au Japon. Anthologie de textes français, 1858-1908, Ed. Robert Laffont, 2001  (ISBN 2221070194)
- Ryûkyû Studies to 1854. Western Encounter Part 1, Ed. Curzon Press and Synapse, 5 volumes, 2000  (ISBN 0-7007-1356-5) et  (ISBN 4-931444-33-4)
- Ryûkyû Studies since 1854. Western Encounter Part 2, Ed. Curzon Press and Synapse, 5 volumes, 2002  (ISBN 0-7007-1715-3) et  (ISBN 4-931444-48-2)
- "ヨーロッパの琉球認識", 沖縄県史. 第4巻 : 近世, 沖縄県文化振興会 公文書管理部 史料編集室, 2005: 575-610
- "Accounting for Transient Hopes : The French Involvement in Shimazu Nariakira’s Plan to Open Trade with the West in Ryūkyū", International Journal of Okinawan Studies, vol. 1 (2), December 2010: 53-83  (ISSN 2185-4882)
- Okinawa 1930 : Notes ethnographiques de Charles Haguenauer, Charles Haguenauer et Patrick Beillevaire, Ed. Collège de France[1]  (ISBN 978-2913217249)